# Jules Wuyts
Jules Wuyts (ur. 8 lutego 1886 w Brukseli, zm. ?) – belgijski pływak, uczestnik Letnich Igrzysk 1912 w Sztokholmie.
Startował w konkurencji 100 metrów stylem dowolnym podczas igrzysk olimpijskich w 1912 roku. Zajął ostatnie miejsce w swoim wyścigu eliminacyjnym, uzyskując czas 1:13,6.